# Siverskodoneck
Siverskodoneck, do 2024 Severodoneck, je industrijsko mesto in sedež istoimenskega rajona v Luganski oblasti na vzhodu Ukrajine. Leži na levem bregu reke Donec, nasproti mu leži mesto Lisičansk. Je drugo največje mesto Luganske oblasti za Luganskom, od katerega je oddaljeno 110 kilometrov.
Začetki mesta segajo v leto 1934, ko je Sovjetska zveza nasproti Lisičanska začela graditi tovarno dušikovih gnojil. Prvo delavsko naselje se je imenovalo Lishimstroj oziroma ukrajinsko Lyshimbud. Leta 1950 je Lishimstroj dobil status naselja mestnega tipa in novo ime; poleg Severodonecka so bila predlagana imena še Svetlograd, Komsomolsk-na-Donce in Mendelejevsk. Leta 1958 je Severodoneck prejel status mesta rajonske podrejenosti.
Po izbruhu vojne v Donbasu je bilo mesto od maja do julija 2014 pod nadzorom proruskih separatistov. Septembra 2014 se je v Severodoneck iz Luganska, ki je ostal zaseden s strani separatistične Luganske ljudske republike, preselila uprava Luganske oblasti, kot tudi dve univerzi.
Po ruskem vdoru v Ukrajino sta do maja 2022 Severodoneck in Lisičansk ostali edini mesti v Luganski oblasti pod ukrajinskim nadzorom. Med ukrajinsko in rusko vojsko je izbruhnila krvava in medijsko odmevna bitka, ki se je končala 25. junija z umikom ukrajinskih sil in ruskim zavzetjem. V spopadih je bila večina mesta uničena, po navedbah ukrajinskih oblasti pa je v njem ostala le desetina predvojnega prebivalstva.

## Ime
Ime Severodoneck (rusko Северодонецк) po eni izmed razlag izhaja iz imena reke Severski Donec (starejše ime Severni Donec), po drugi pa po svoji legi na severu pokrajine Doneščine.
Ukrajinsko ime mesta ima zapleteno zgodovino. Odlok o preimenovanju januarja 1950 je bil izdan v ruščini, v njem navedeno ime Severodoneck pa so kasneje prevedli v ukrajinščino kot Sjevjerodonec'k (Сєвєродонецьк), kar je v nasprotju s pravili ukrajinskega pravopisa. Pozneje se je na številnih mestih uveljavil pravopisno ustrezni zapis Sjeverodonec'k (Сєверодонецьк), vendar zaradi ruskega izvora tudi v tej obliki ni ustrezalo poznejšim zakonom samostojne Ukrajine o skladnosti zemljepisnih imen z normami ukrajinskega pravopisa.
Po mnenju nekaterih je pravilno ime mesta od nekdaj Sivers'kodonec'k (Сіверськодонецьк). To ime je bilo zapisano v nekaterih sovjetskih virih, med drugim v prvi izdaji Ukrajinske enciklopedije, in zapovedano v ukrajinskem pravopisu iz leta 1993, zavračali pa so ga tisti, ki oporekajo etimologiji iz imena reke Severski Donec. Povrhu so nekatere sodobne ukrajinske publikacije uporabljale tudi ime Siverodonec'k (Сіверодонецьк). Ne glede na vse je bilo uradno ime mesta vedno Sjeverodonec'k ali Sjevjerodonec'k.
19. septembra 2024 je vrhovna rada odobrila preimenovanje mesta v Siverskodoneck.